# Deutsch-Palästinensische Gesellschaft
Die Deutsch-Palästinensische Gesellschaft e.V. (DPG; arabisch الجمعية الألمانية الفلسطينية, DMG al-Ǧamʿiyya al-Almāniyya al-Filasṭīniyya) ist eine deutsche Organisation, die sich überparteilich und überkonfessionell der Solidarität mit Palästina und seiner Bevölkerung verpflichtet hat. Gegründet wurde die DPG 1986 in Köln. Sie ist ein gemeinnütziger Verein.

## Ziele
Die DPG möchte sich Vorurteilen gegenüber Palästinensern in der Gesellschaft, in den Medien und der Politik entgegenstellen und entgegenwirken. Die DPG will über die Ursachen und Hintergründe des Israel-Palästina-Konfliktes aufklären und dazu beitragen, dass der Konflikt ausgewogen und angemessen wahrgenommen wird.
Die DPG hat das Ziel, dass die universellen Menschenrechte auch für das palästinensische Volk kompromisslose Gültigkeit erlangen. Zudem setzt sich die DPG dafür ein, dass es seine international anerkannten nationalen Rechte verwirklichen kann: Dazu gehören die Selbstbestimmung, ein unabhängiger und lebensfähiger palästinensischer Staat sowie eine gerechte Lösung des Flüchtlingsproblems.
Die DPG plädiert für ein demokratisches und pluralistisches Gemeinwesen in Palästina, das in Frieden und Freundschaft mit allen seinen Nachbarn einschließlich Israels leben kann. Die DPG engagiert sich für einen Frieden im Nahen Osten, der die Lebensfähigkeit Palästinas dauerhaft sichert. Sie tritt für Verständigung und einen gerechten Frieden zwischen Palästinensern und Israelis ein. Dafür sucht die DPG den Dialog mit relevanten Partnern aus Politik und Gesellschaft.
Die DPG ist bestrebt, Kontakte zwischen deutschen und palästinensischen Einzelpersonen, Gruppen und Institutionen in den Bereichen Politik, Wissenschaft, Kultur und Gesellschaft zu fördern.

## Haltung zum Krieg in Israel und Gaza 2023
Nach dem Terrorangriff der Hamas auf Israel am 7. Oktober 2023 äußerte sich die DPG frühzeitig. Sie verurteilte die „menschenverachtenden Terrorakte auf das schärfste“. Das Selbstverteidigungsrecht Israels stehe außer Frage. Auf der anderen Seite müsse die Weltgemeinschaft aber akzeptieren, dass das Selbstbestimmungsrecht der Palästinenser missachtet wurde und die Okkupation der besetzten Gebiete völkerrechtswidrig sei. Die DPG verurteile die zunehmende Gewalteskalation um Palästina und setze sich für eine friedliche Lösung des andauernden Palästinaproblems zwischen Israel und den Palästinensern ein. Sie begrüße die Forderung von UN-Generalsekretär António Guterres, der die Schaffung eines Staats für die Palästinenser in den Grenzen von vor 1967 als die einzige Lösung und Beendigung von Krieg und Gewalt ansieht. Nur mit der Beendigung der völkerrechtswidrigen israelischen Besatzung und der Umsetzung von internationalen Vereinbarungen und Verträgen, die Israel ignoriere, sei Frieden möglich.

## Struktur
Die Deutsch-Palästinensische Gesellschaft wurde am 4. Juli 1986 in Köln gegründet. Sie hat Mitglieder in ganz Deutschland und auch im Ausland. Zu den Mitgliedern der DPG gehören Bundestagsabgeordnete, Hochschullehrer, Journalisten und Personen aus dem Kultur- und Kunstbereich. Die SIe wird von einem fünfköpfigen Präsidium geleitet, das von einem pluralistisch besetzten Beirat unterstützt wird. Die Arbeit des Netzwerkes wird durch 16 Regionalgruppen unterstützt.

### Aktuelles Präsidium
- Nazih Musharbash, Präsident
- Detlef Griesche, Vizepräsident
- Ursula Mindermann, Vizepräsidentin
- Ribhi Yousef, Vizepräsident
- Ivesa Lübben, Vizepräsidentin

### Aktueller Beirat
- Tamar Amar-Dahl, israelisch-deutsche Autorin und Dozentin
- Christine Buchholz, ehemaliges MdB, Die Linke
- Gerhard Fulda, Publizist, Botschafter a. D.
- Aref Hajjaj, Nahost-Experte
- Norman Paech, Jurist, Politikwissenschaftler
- Udo Steinbach, Publizist, Islamwissenschaftler
- Alexandra Thein, Europaabgeordnete 2009–2014, FDP
- noch vakant, MdB CDU/CSU

### Ehemalige Beiratsmitglieder
- Aydan Özoğuz, Bundestagsvizepräsidentin, MdB SPD
- Rolf Verleger, Psychologe, Essayist
- Jürgen Coße, MdB, SPD
- Johann Wadephul, MdB, CDU
- Wolfgang Gehrcke MdB, Die Linke
- Omid Nouripour, MdB, Bündnis 90/Die Grünen

## Finanzierung
Die Deutsch-Palästinensische Gesellschaft e. V. finanziert sich ausschließlich über die Beiträge und Spenden ihrer Mitglieder. Sämtliche Arbeiten und Dienstleistungen werden ehrenamtlich durchgeführt. Im Gegensatz zur Deutsch-Israelischen Gesellschaft, die institutionell durch Mittel aus dem Bundeshaushalt gefördert wird, erhält die DPG e. V. keine öffentlichen Fördermittel.